# Baya (Mali)
Pour les articles homonymes, voir Baya.
Baya est une commune rurale du Mali de l'arrondissement central de Kangaré, dans le cercle de Sélingué et la région de Bougouni, elle a pour chef-lieu la localité de Kangaré.

## Situation
La commune s'étend au nord-est du lac de Sélingué.
| Séléfougou  | Tiakadougou-Dialakoro              |            |
| Tagandougou | Baya                               | Syen Toula |
|             | Séré Moussa Ani Samou De Siékorolé |            |

## Villages
La commune s'étend sur 5 localités relevées lors du recensement général de 2009. 
Les villages les plus peuplés sont :
- Kangaré (5 648 habitants) ;
- Dalabala (9 861 habitants) ;
- Dalaba (3 300 habitants).

En 2023, la loi 2023-007 attribue à la commune 6 villages, fractions ou quartiers  :
- Kangaré
- Dalaba
- Dalabala
- Sanankoroni
- Sélingué
- Manincoura